# Andy Wallace (kierowca wyścigowy)
Andy Wallace (ur. 19 lutego 1961 w Oksfordzie) – brytyjski kierowca wyścigowy.

## Kariera
Wallace rozpoczął karierę w międzynarodowych wyścigach samochodowych w 1982 roku od startów w Formule Ford 1600 Esso, gdzie jednak nie zdobywał punktów. W późniejszych latach pojawiał się także w stawce Festiwalu Formuły Ford, Grand Prix Monako Formuły 3, Grand Prix Makau, FIA World Endurance Championship, Brytyjskiej Formuły 3, Grand Prix Makau, Japońskiej Formuły 3, Formuły 3000, Asia-Pacific Touring Car Championship, IMSA Camel GTP Championship, World Sports-Prototype Championship, 24-godzinnego wyścigu Le Mans, IMSA Camel GTP Championship, All Japan Sports Prototype Car Endurance Championship, World Cup Formuła 3000 - Moosehead GP, British Touring Car Championship, IMSA World Sports Car Championship, Deutsche Tourenwagen Masters, Global GT Championship, FIA GT Championship, American Le Mans Series, Grand American Rolex Series, 1000 km Le Mans, FIA Sportscar Championship, Le Mans Endurance Series, Lamborghini Blancpain Super Trofeo - Pro, Le Mans Series, Group C Racing oraz Goodwood Revival St. Marys Trophy.
W Formule 3000 Brytyjczyk startował w latach 1987-1988. W pierwszym sezonie startów w ciągu dziesięciu wyścigów, w których wystartował, uzbierał łącznie cztery i pół punktu. Dało mu to szesnaste miejsce w klasyfikacji generalnej. Rok później Wallace nie zdobywał już punktów. Został sklasyfikowany na 33 pozycji w końcowej klasyfikacji kierowców.